# Tembou
Tembou est une commune rurale située dans le département de Yamba de la province du Gourma dans la région de l'Est au Burkina Faso.

## Géographie
Commune à centres d'habitation dispersés, Tembou est situé à 3 km au Sud de Yamba, le chef-lieu du département. Le village forme avec Bonga, Kondridoaga et Doaligou un ensemble de localités proches qui partagent des services en commun.

## Santé et éducation
Le centre de soins le plus proche de Tembou est le centre de santé et de promotion sociale (CSPS) de Yamba.